# 酒井忠勝 (物理学者)
酒井 忠勝（さかい ただかつ）は、日本の物理学者。名古屋大学大学院理学研究科素粒子宇宙物理学専攻准教授。

## 主な略歴
- 1994年 東京理科大学理学部物理学科卒業
- 1996年 東京工業大学大学院理工学研究科物理学専攻修士課程修了
- 1999年 東京工業大学大学院理工学研究科物理学専攻博士課程修了
- 1999年 京都大学基礎物理学研究所・日本学術振興会特別研究員（ - 2001年）
- 2001年 テルアビブ大学物理・天文学科 研究員（ - 2004年）
- 2004年 茨城大学理学部数理科学科・助手（ - 2007年）
- 2007年 茨城大学理学部理学科物理学コース・准教授（ - 2009年）
- 2009年 名古屋大学理学研究科物理学教室・准教授

## 主な所属学会
- 日本物理学会など

## 主な受賞
- 2008年 第2回木村利栄理論物理学賞[2]
- 2009年 第2回湯川・朝永奨励賞[3]
- 2011年 第16回日本物理学会論文賞[4]